# Limaria hians
Limaria hians är en musselart som först beskrevs av Gmelin 1791.  Limaria hians ingår i släktet Limaria och familjen filmusslor. Arten är reproducerande i Sverige. Inga underarter finns listade i Catalogue of Life.

## Bildgalleri

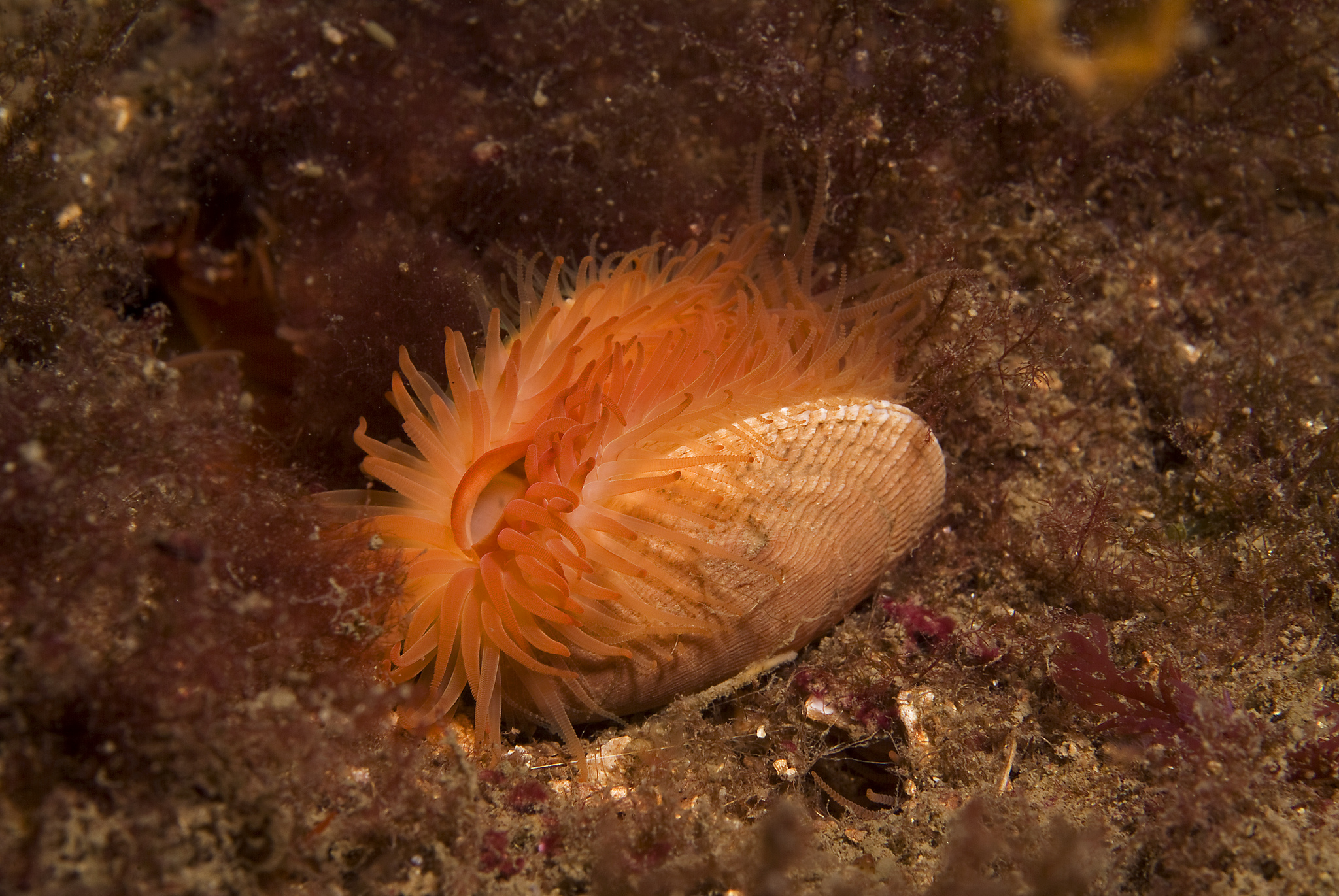